# Steg (Liechtenstein)

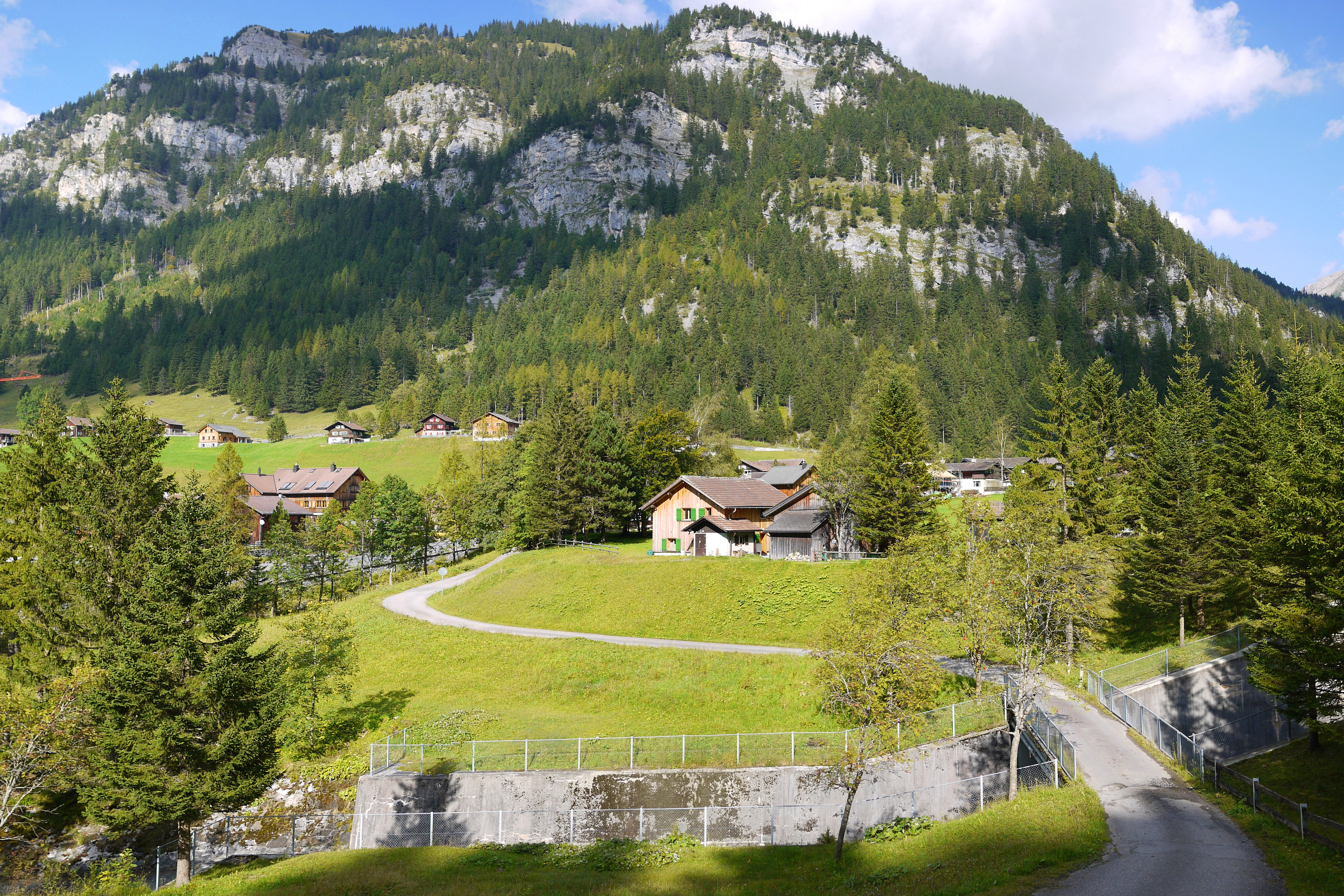
Steg, im Hintergrund der Schönberg.

Steg (in lokaler Mundart: Stäg) ist ein Weiler (1300 m ü. M.) und gehört, neben den Orten Malbun, Masescha, Silum und Gaflei zur Gemeinde Triesenberg. Steg liegt an der westexponierten Seite des Saminatales gegenüber der Alpe Sücka.

## Geschichte

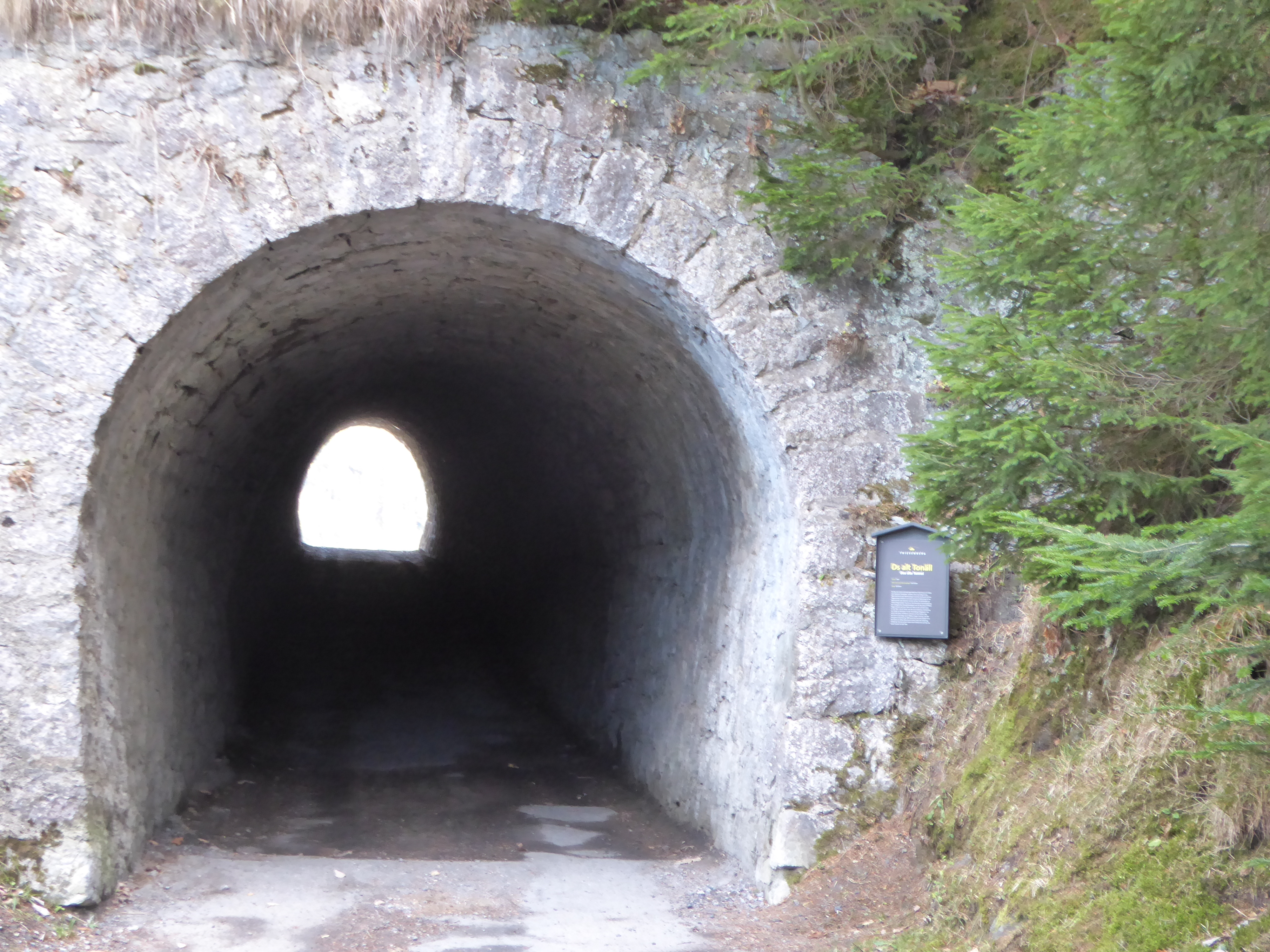
Der 1867 erbaute 48 Meter lange Tunnel war die erste befahrbare Verbindung nach Steg. 1899 wurde die morsche Holzkonstruktion durch ein Mauerwerk ersetzt.

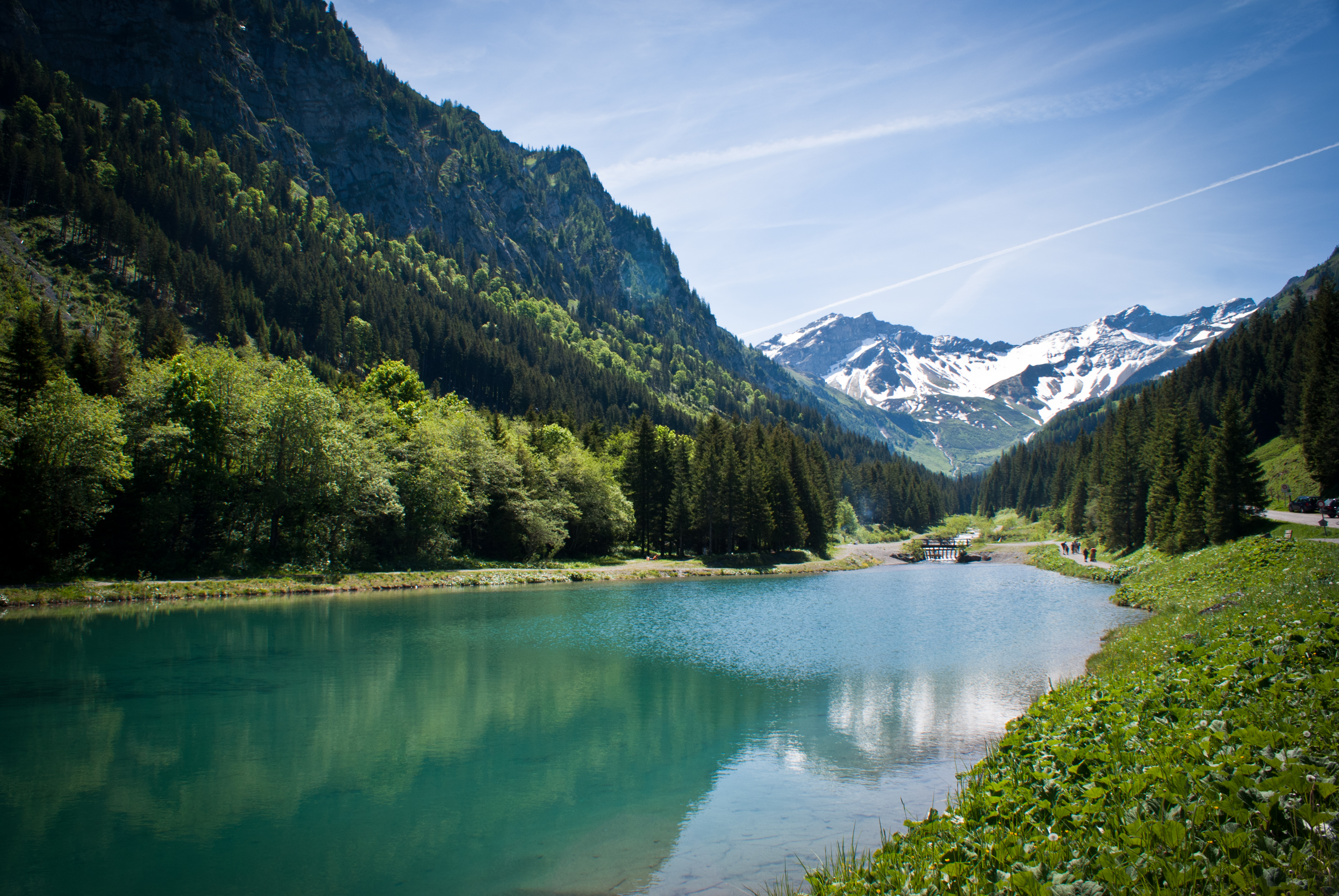
Stausee Steg

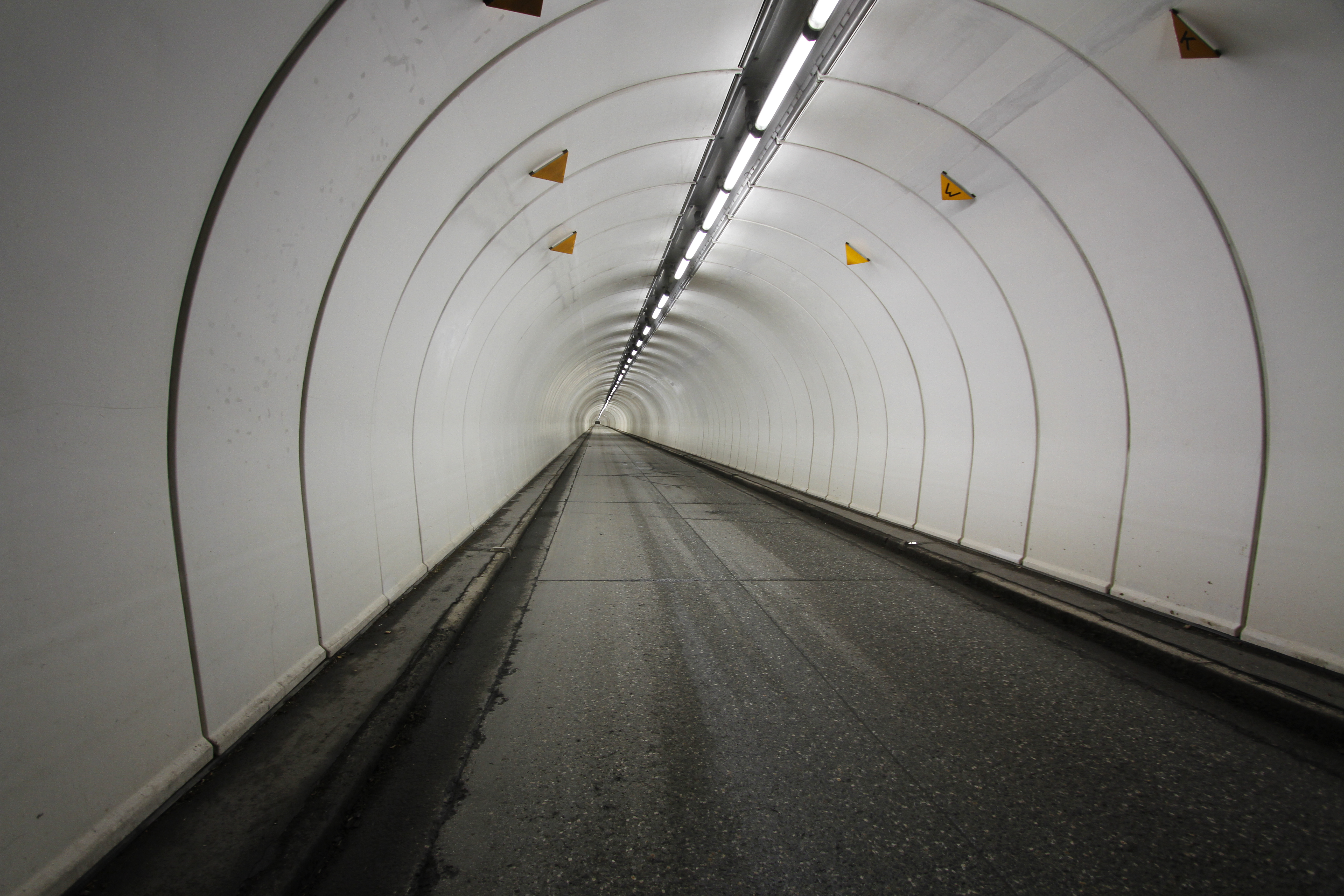
1947 eröffneter Tunnel Gnalp–Steg

Steg ist ab etwa dem 14. Jahrhundert temporär im Rahmen der Alpwirtschaft besiedelt, und die ältesten noch vorhandenen Gebäude stammen etwa aus dem 17. Jahrhundert. Die heute bestehende Landschaftsstruktur ist vermutlich ein Ergebnis der im 16. und 17. Jahrhundert einsetzenden Grossviehwirtschaft.
1615 wurde Chleistäg (Klein-Steg) und 1652 Grossstäg (Gross-Steg) von Bauern aus der Gemeinde Triesenberg erworben. 1727 und 1733 werden im Liechtensteiner Namenbuch Hütten erwähnt. 1768/69 bestand eine Säge im Steg, die Schnittholz zum Bau der Kirche in Triesenberg verarbeitete. Es gab somit bereits eine Nutzung der Wasserkraft im Saminatal. Landvogt Joseph Schuppler erwähnt 1815, dass die „Triesenberger täglich zweimal zu ihrem Vieh hinter dem Gulmen gingen“ (Gulmen = Kulm), und „das Saminatal sei unbewohnt, vor wenigen Jahren sei eine Brettsäge errichtet worden“.
1867 entstand zur Umgehung des steilen Saumpfads über den Kulm ein kleiner Tunnel und wurde der Saumweg zu einer schmalen, befahrbaren Strasse ausgebaut. 1908 wurde das Kurhaus Sareiserjoch in Malbun errichtet und das Saminatal von Malbun aus touristisch erschlossen. 1925 eröffnete das Kurhaus Steg, und in weiterer Folge wurden auch die Alphütten verstärkt umgebaut und verbessert. 1947–1949 wurde das Kraftwerk Samina mit dem Stausee Steg errichtet und die bestehende Strasse von Triesenberg nach Steg durch den Tunnel Gnalp–Steg verkürzt. 1950/51 entstand in Steg der erste private Skilift Liechtensteins, der am 2. Februar 1950 in Betrieb genommen wird. Seit 1959 wird die Strasse von Steg und Malbun ganzjährig offen gehalten, wodurch der Tourismus gefördert wurde. Seit 1965 sind die Kulturlandschaft und die Alphütten im Rahmen einer Bauordnung mehr oder weniger geschützt, um die bestehende Bauform zu erhalten.

## Lage
Steg liegt im Saminatal auf einer durch eine Seitenmoräne geschaffenen Terrasse und war einst ein Maiensäss für die Bauern von Triesenberg. Es wird durch den Gebirgsgrat Kulm von Triesenberg getrennt.
Die Siedlung Steg besteht aus den Teilen Grossstäg und Chleistäg mit rund 80 bzw. 45 Hütten, die inzwischen zum grössten Teil zu Ferienwohnungen umgebaut worden sind. Die Häuser sind dabei in beiden Siedlungen um je eine Wiesenfläche angelegt (Rechtecksiedlung).
In unmittelbarer Nähe zur Siedlung liegen der Stausee Steg und der Gänglesee.

## Siedlungsanlage

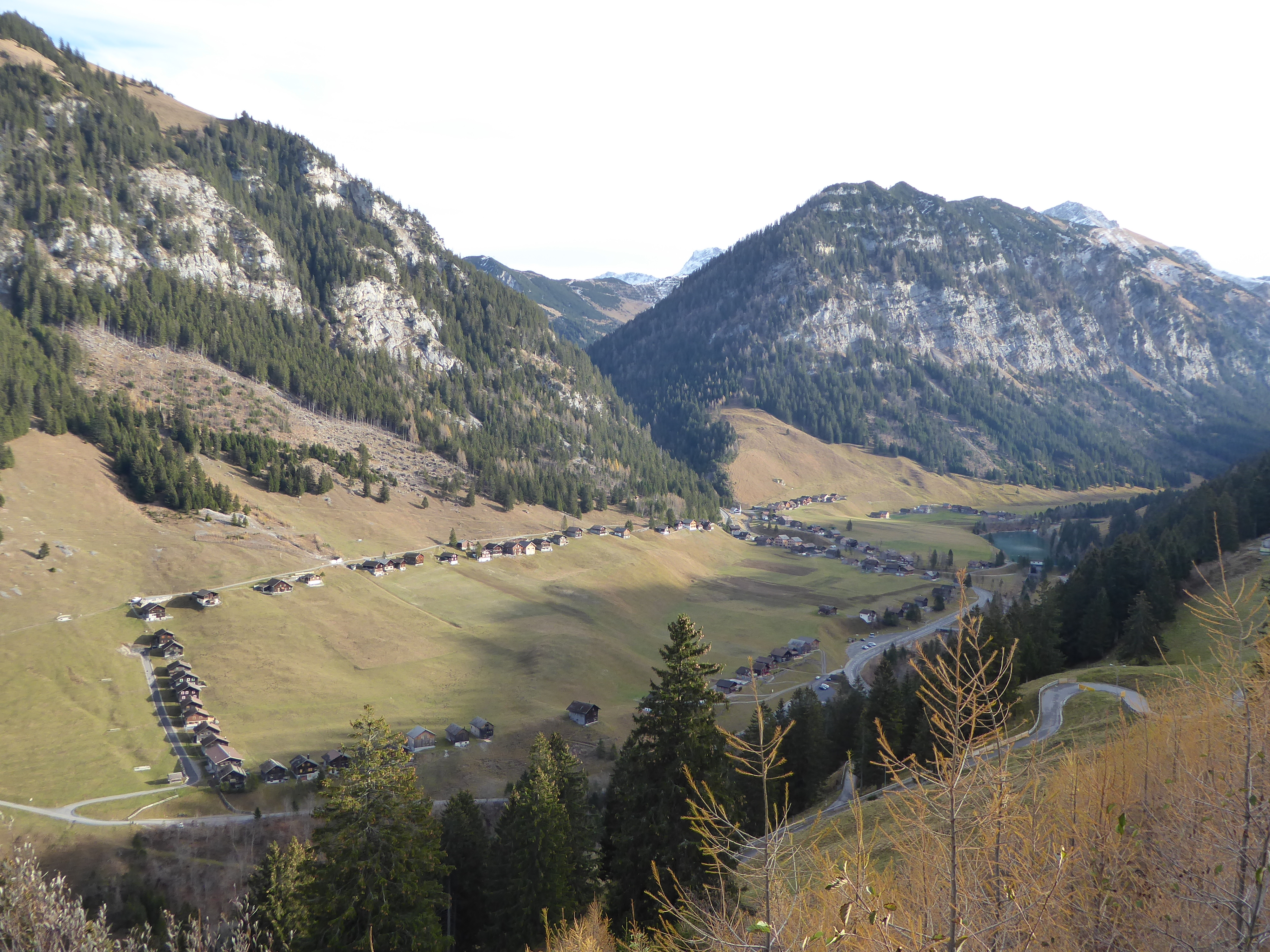
Die zwischen den Hütten von Grosssteg liegende Heuwiese

Die Entstehung und Entwicklung der ringförmigen Bebauung (hier eher rechteckig) des Weilers lassen sich zeitlich und topografisch nicht genau eingrenzen. Nach heutigem Wissensstand hat die Siedlungsform ihre Wurzeln weder im Recht der ursprünglich im Rheintal lebenden Rätoromanen noch ist sie typisch für die Walser. Die durch die Hütten umzäunten Heuwiesen waren privaten Eigentums und parzelliert. Das auf den Wiesen geerntete Heu wurde in den umliegenden Hütten gelagert und dem dort vom Spätherbst bis gegen Weihnachten eingestellten Vieh verfüttert. Die Nutzung der ausserhalb der Siedlung liegenden Weiden erfolgte genossenschaftlich. Sie wurden vor dem Alpauftrieb im Frühsommer und nach dem Abtrieb im Herbst genutzt.

## Geologie
Der Untergrund bei Steg besteht zu einem grossen Teilen aus einem Bachschuttkegel des Malbuner Baches. „Im südlichen Teil von Chleistäg befindet sich der angeschwemmte Talgrund, im Norden von Grossstäg ein Trockenschuttkegel. Oberhalb der Siedlung im Grosssteg schliesst der Gehängeschutts des Bärglichöpfs an. Von Nordwesten nach Südosten hin erstreckt sich eine massive Geländekante (Seitenmoräne mit einzelnen Moränewällen) durch das Gebiet, die von einem lokalen Gletschers zeugt“.

## Gewässer

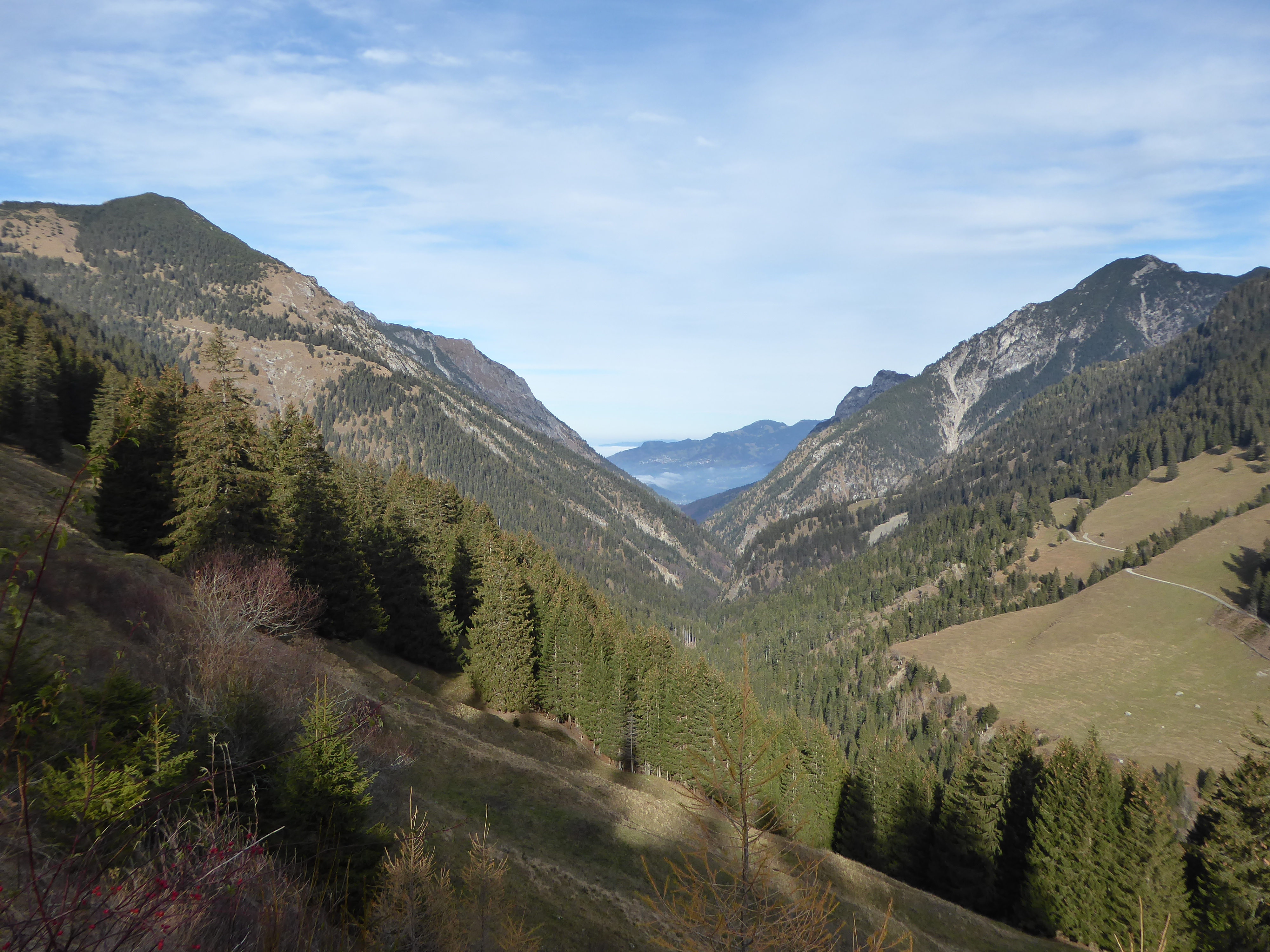
Saminatal nördlich von Steg

Das Saminatal im Bereich Steg und die Landschaft wurde und wird wesentlich durch die Samina und den hier in diese einmündenden Malbuner Bach geprägt. Seit 1949 dominiert auch der Stausee Steg und die Wasserfassung des Malbuner Baches.

## Religion
In Steg befindet sich eine Kapelle, die 1817 den Heiligen Wendelin und Martin geweiht wurde (auch kurz Stegkapelle genannt). Die erste Nennung einer Kapelle stammt aus dem ausgehenden 17. Jahrhundert.
1830 wurde die Kapelle durch ein Unwetter beschädigt und in weiterer Folge repariert und erweitert. 1906/1907 wurde die Kapelle umfassend umgebaut.
Etwas oberhalb von Malbun steht die 1950/51 erbaute Friedenskapelle, das höchstgelegene Gotteshaus (ca. 1630 m) des Fürstentums.

## Wirtschaft
Aufgrund der jahrhundertelang abgeschiedenen Lage und nicht vorhandenen Verkehrsanbindung hat sich in Steg kein Gewerbe oder Industrie entwickelt.
Das Gebiet war wesentlich nur von der Landwirtschaft und der Forstwirtschaft genutzt, wobei diese Nutzung bis ins 14. Jahrhundert nachweisbar ist.

## Sport

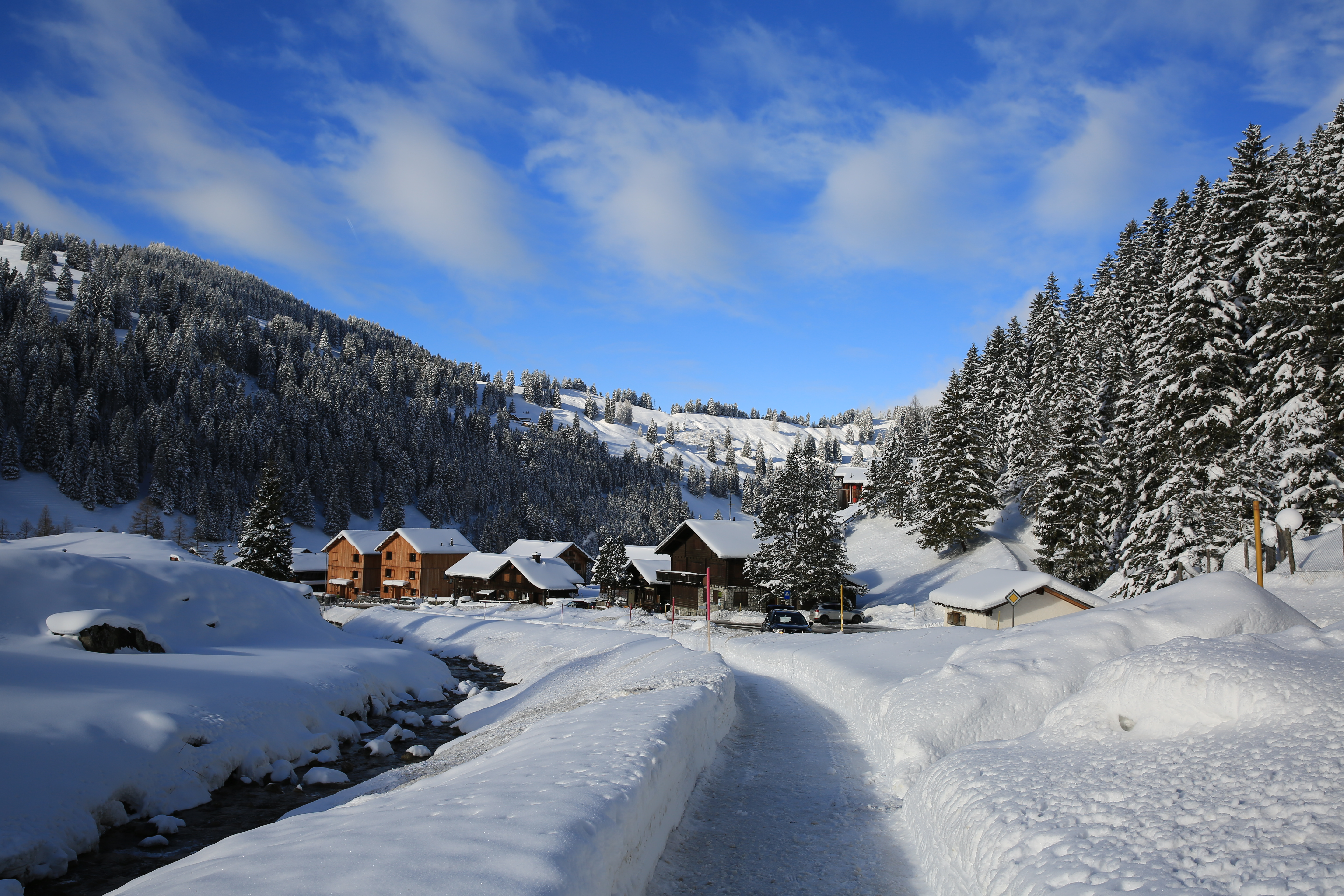
Steg im Winter

Steg ist im Sommer Ausgangspunkt für viele verschiedene Wanderungen. Im Winter bietet es eine einen Kilometer lange Natur-Rodelbahn und einige Kilometer Langlaufloipen. Ganzjährig kann am Stausee Steg gefischt werden (künstlicher Besatz mit Bachforellen).